# Olaf Roggensack
Olaf Roggensack, né le 29 mai 1997, est un rameur d'aviron allemand spécialiste du huit.

## Palmarès

### Jeux olympiques
- 2020 à Tokyo,  Japon
  -  Médaille d'argent en huit[1]